# Vergnügte Stunden
Vergnügte Stunden (Originaltitel: A Day’s Pleasure) ist eine US-amerikanische Filmkomödie von Charles Chaplin aus dem Jahr 1919.

## Handlung
Eine vierköpfige Familie mit zwei kleinen Jungs macht einen Tagesausflug. Die ersten Probleme treten bereits beim Ankurbeln des Autos auf, doch sie erreichen ihre Bootsfahrt rechtzeitig. Das Schiff ist mit einer Tanzkapelle ausgestattet. Bei den starken Schaukelbewegungen des Schiffes geraten jedoch die Paare auf dem Tanzdeck durcheinander, anderen wird übel.
Der Ausflug ist für die meisten Passagiere wegen Seekrankheit alles andere als vergnüglich. Der Vater müht sich erfolglos beim Aufstellen eines Liegestuhls und gerät mit einem großen Mann aneinander, der glaubt, jener hätte sich an seine seekranke Frau herangemacht.
Nach der Schiffsfahrt missachtet der Vater an einer Verkehrskreuzung wiederholt die Regelungen des Verkehrspolizisten und gerät mit Passanten in Streit. Mehrfach wird seine Weiterfahrt dort durch andere Verkehrsteilnehmer behindert, bis er das entstandene Chaos für sich nutzt und nach Hause fahren kann.

## Hintergrund
A Day’s Pleasure war Chaplins vierter Film für First National. Er diente nur noch der Vertragserfüllung; Chaplin hatte sich bereits seit Anfang 1919 mit Douglas Fairbanks, Mary Pickford und David Wark Griffith als United Artists für einen anderen Vertriebsweg entschieden. Der Film entstand in Chaplins Studio, das in der ersten Szene als Hintergrund dient, und wurde am 7. Dezember 1919 veröffentlicht. Jackie Coogan, der Star in Chaplins folgendem Film The Kid, hatte hier sein Filmdebüt.

## Kritiken
Die New York Times schrieb in ihrer Kritik am 8. Dezember 1919 Chaplin habe viel klassischen Slapstick eingesetzt, verlasse sich in seiner Komik jedoch zu sehr auf die Seekrankheit, ein Ford-Auto und Krach-Bumm-Slapstick, was ihn kaum lustiger mache als andere Filmkomiker.